# Chaetodon adiergastos
Chaetodon adiergastos är en fiskart som beskrevs av Seale, 1910. Chaetodon adiergastos ingår i släktet Chaetodon och familjen Chaetodontidae. IUCN kategoriserar arten globalt som livskraftig. Inga underarter finns listade i Catalogue of Life.